# (73412) 2002 LC28
(73412) 2002 LC28 – planetoida z pasa głównego asteroid okrążająca Słońce w ciągu 5,4 lat w średniej odległości 3,08 j.a. Odkryta 9 czerwca 2002 roku.